# Campeonato Mundial de Clubes de Voleibol Masculino de 2010
O Campeonato Mundial de Clubes de Voleibol Masculino de 2010 foi a sexta edição do evento. Foi realizado em Doha, Qatar entre 15 a 21 de dezembro com oito times.
O título foi conquistado pela segunda vez consecutiva pelo Trentino BetClic, da Itália, após a vitória na final sobre o PGE Skra Bełchatów, da Polónia, por 3 sets a 1.

## Qualificação
| Time               | Qualificado como                              |
| ------------------ | --------------------------------------------- |
| Al-Arabi Doha      | Anfitrião                                     |
| Al-Ahly            | Campeão da África                             |
| Paykan Tehran      | Campeão da Ásia                               |
| Paul Mitchell      | Campeão da América do Norte, Central e Caribe |
| Drean Bolívar      | Campeão da América do Sul                     |
| Trentino BetClic   | Campeão da Europa                             |
| Dínamo Moscou      | Convite                                       |
| PGE Skra Bełchatów | Convite                                       |

## Composição dos grupos
| Grupo A                                                | Grupo B                                                    |
| ------------------------------------------------------ | ---------------------------------------------------------- |
| PGE Skra Bełchatów Al-Ahly Paykan Tehran Al-Arabi Doha | Trentino BetClic Dínamo Moscou Paul Mitchell Drean Bolívar |

## Primeira fase

### Grupo A
|     |                    |     | Jogos | Jogos | Jogos | Pontos | Pontos | Pontos | Sets | Sets | Sets  |
| Pos | Equipe             | Pts | T     | V     | D     | V      | P      | R      | V    | P    | R     |
| --- | ------------------ | --- | ----- | ----- | ----- | ------ | ------ | ------ | ---- | ---- | ----- |
| 1   | PGE Skra Bełchatów | 6   | 3     | 3     | 0     | 259    | 210    | 1.233  | 9    | 2    | 4.500 |
| 2   | Paykan Tehran      | 5   | 3     | 2     | 1     | 281    | 247    | 1.138  | 8    | 4    | 2,000 |
| 3   | Al-Arabi Doha      | 4   | 3     | 1     | 2     | 239    | 256    | 0.934  | 4    | 7    | 0.571 |
| 4   | Al-Ahly            | 3   | 3     | 0     | 3     | 184    | 250    | 0.736  | 1    | 9    | 0.111 |

| Data   | Equipe #1          | Placar | Equipe #2     | 1º Set | 2º Set | 3º Set | 4º Set | 5º Set | Total   | Cidade | Público |
| ------ | ------------------ | ------ | ------------- | ------ | ------ | ------ | ------ | ------ | ------- | ------ | ------- |
| 15 Dez | Al-Ahly            | 1–3    | Al-Arabi Doha | 17–25  | 27–25  | 17–25  | 20–25  |        | 81–100  | Doha   | 1.810   |
| 16 Dez | PGE Skra Bełchatów | 3–2    | Paykan Tehran | 24–26  | 25–21  | 25–22  | 20–25  | 15–12  | 109–106 | Doha   | 600     |
| 17 Dez | Al-Ahly            | 0–3    | Paykan Tehran | 20–25  | 19–25  | 19–25  |        |        | 58–75   | Doha   | 920     |
| 17 Dez | PGE Skra Bełchatów | 3–0    | Al-Arabi Doha | 25–22  | 25–22  | 25–15  |        |        | 75–59   | Doha   | 1.780   |
| 19 Dez | PGE Skra Bełchatów | 3–0    | Al-Ahly       | 25–13  | 25–10  | 25–22  |        |        | 75–45   | Doha   | 820     |
| 19 Dez | Paykan Tehran      | 3–1    | Al-Arabi Doha | 25–15  | 25–22  | 25–27  | 25–16  |        | 100–80  | Doha   | 1.165   |

### Grupo B
|     |                  |     | Jogos | Jogos | Jogos | Pontos | Pontos | Pontos | Sets | Sets | Sets  |
| Pos | Equipe           | Pts | T     | V     | D     | V      | P      | R      | V    | P    | R     |
| --- | ---------------- | --- | ----- | ----- | ----- | ------ | ------ | ------ | ---- | ---- | ----- |
| 1   | Trentino BetClic | 6   | 3     | 3     | 0     | 250    | 208    | 1.202  | 9    | 1    | 9,000 |
| 2   | Drean Bolívar    | 5   | 3     | 2     | 1     | 274    | 276    | 0.993  | 7    | 5    | 1.400 |
| 3   | Dínamo Moscou    | 4   | 3     | 1     | 2     | 232    | 226    | 1.027  | 4    | 6    | 0.667 |
| 4   | Paul Mitchell    | 3   | 3     | 0     | 3     | 204    | 250    | 0.816  | 1    | 9    | 0.111 |

| Data   | Equipe #1        | Placar | Equipe #2     | 1º Set | 2º Set | 3º Set | 4º Set | 5º Set | Total  | Cidade | Público |
| ------ | ---------------- | ------ | ------------- | ------ | ------ | ------ | ------ | ------ | ------ | ------ | ------- |
| 15 Dez | Paul Mitchell    | 1–3    | Drean Bolívar | 25–23  | 25–27  | 19–25  | 21–25  |        | 90–100 | Doha   | 500     |
| 16 Dez | Trentino BetClic | 3–0    | Dínamo Moscou | 25–21  | 25–23  | 27–25  |        |        | 77–69  | Doha   | 1.000   |
| 17 Dez | Dínamo Moscou    | 3–0    | Paul Mitchell | 25–16  | 25–14  | 25–23  |        |        | 75–53  | Doha   | 850     |
| 17 Dez | Trentino BetClic | 3–1    | Drean Bolívar | 25–16  | 25–15  | 23–25  | 25–22  |        | 98–78  | Doha   | 400     |
| 19 Dez | Dínamo Moscou    | 1–3    | Drean Bolívar | 22–25  | 22–25  | 25–21  | 19–25  |        | 88–96  | Doha   | 627     |
| 19 Dez | Trentino BetClic | 3–0    | Paul Mitchell | 25–22  | 25–19  | 25–20  |        |        | 75–61  | Doha   | 515     |

## Fase final
|  | Semifinais            | Semifinais            |   |                       | Final                 | Final |  |
|  |                       |                       |   |                       |                       |       |  |
|  | 20 de dezembro – Doha |                       |   |                       |                       |       |  |
|  | Bełchatów             | 3                     |   |                       |                       |       |  |
|  | Bolívar               | 0                     |   |                       |                       |       |  |
|  |                       |                       |   |                       |                       |       |  |
|  |                       |                       |   |                       | 21 de dezembro – Doha |       |  |
|  |                       |                       |   |                       | Bełchatów             | 1     |  |
|  |                       | Trentino              | 3 |                       |                       |       |  |
|  |                       |                       |   |                       |                       |       |  |
|  |                       |                       |   |                       |                       |       |  |
|  |                       |                       |   |                       | Terceiro lugar        |       |  |
|  | 20 de dezembro – Doha | 20 de dezembro – Doha |   | 21 de dezembro – Doha | 21 de dezembro – Doha |       |  |
|  | Trentino              | 3                     |   | Bolívar               | 2                     |       |  |
|  | Paykan                | 0                     |   |                       | Paykan                | 3     |  |

### Semifinais
| Data   | Equipe #1          | Placar | Equipe #2     | 1º Set | 2º Set | 3º Set | 4º Set | 5º Set | Total | Cidade | Público |
| ------ | ------------------ | ------ | ------------- | ------ | ------ | ------ | ------ | ------ | ----- | ------ | ------- |
| 20 Dez | PGE Skra Bełchatów | 3–0    | Drean Bolívar | 27–25  | 25–18  | 25–15  |        |        | 77–58 | Doha   | 588     |
| 20 Dez | Trentino BetClic   | 3–0    | Paykan Tehran | 25–23  | 25–19  | 25–17  |        |        | 75–59 | Doha   | 1.655   |

### Terceiro lugar
| Data   | Equipe #1     | Placar | Equipe #2     | 1º Set | 2º Set | 3º Set | 4º Set | 5º Set | Total   | Cidade | Público |
| ------ | ------------- | ------ | ------------- | ------ | ------ | ------ | ------ | ------ | ------- | ------ | ------- |
| 21 Dez | Drean Bolívar | 2–3    | Paykan Tehran | 25–23  | 25–23  | 23–25  | 20–25  | 13–15  | 106–111 | Doha   | 311     |

### Final
| Data   | Equipe #1          | Placar | Equipe #2        | 1º Set | 2º Set | 3º Set | 4º Set | 5º Set | Total | Cidade | Público |
| ------ | ------------------ | ------ | ---------------- | ------ | ------ | ------ | ------ | ------ | ----- | ------ | ------- |
| 21 Dez | PGE Skra Bełchatów | 1–3    | Trentino BetClic | 22–25  | 19–25  | 25–20  | 16–25  |        | 82–95 | Doha   | 3.852   |

## Classificação final
| Rank | Team               |
| ---- | ------------------ |
|      | Trentino BetClic   |
|      | PGE Skra Bełchatów |
|      | Paykan Tehran      |
| 4    | Drean Bolívar      |
| 5    | Al-Ahly            |
| 5    | Al-Arabi Doha      |
| 5    | Dínamo Moscou      |
| 5    | Paul Mitchell      |

## Prêmios individuais
| MVP (Most Valuable Player) | Osmany Juantorena (Trentino) |
| Melhor atacante            | Osmany Juantorena (Trentino) |
| Melhor bloqueador          | Mohammad Mousavi (Paykan)    |
| Melhor sacador             | Luciano De Cecco (Bolívar)   |
| Melhor líbero              | Paweł Zatorski (Bełchatów)   |
| Melhor levantador          | Raphael Vieira (Trentino)    |
| Maior pontuador            | Federico Pereyra (Bolívar)   |